# Colphepeira catawba
Genre
Espèce
Synonymes
- Epeira catawba Banks, 1911

Colphepeira catawba, unique représentant du genre Colphepeira, est une espèce d'araignées aranéomorphes de la famille des Araneidae.

## Distribution
Cette espèce est se rencontre aux États-Unis en Virginie, en Caroline du Nord, en Géorgie, en Floride, en Alabama, au Mississippi, en Arkansas et au Texas et au Mexique au Sonora,.

## Description
Les mâles mesurent de 1,6 à 2,2 mm et les femelles de 2,2 à 3,8 mm.

## Publications originales
- Banks, 1911 : Some Arachnida from North Carolina. Proceedings of the Academy of Natural Sciences of Philadelphia, vol. 63, p. 440-456 (texte intégral).
- Archer, 1941 : Supplement to the Argiopidae of Alabama. Museum Paper of the Geological Survey of Alabama, vol. 18, p. 1-47.